# Lampre (wielerploeg)/2008
Deze pagina geeft een overzicht van de wielerploeg Lampre in 2008.
| Naam                             | Geboortedatum | Nationaliteit | Ploeg 2007           |
| -------------------------------- | ------------- | ------------- | -------------------- |
| Fabio Baldato                    | 13-06-1968    | Italië        |                      |
| Alessandro Ballan                | 06-11-1979    | Italië        |                      |
| Marco Bandiera                   | 12-06-1984    | Italië        | beloften             |
| Emanuele Bindi                   | 07-10-1981    | Italië        | Team Universal Caffe |
| Matteo Bono                      | 11-11-1983    | Italië        |                      |
| Paolo Bossoni                    | 02-07-1976    | Italië        |                      |
| Marzio Bruseghin                 | 15-06-1974    | Italië        |                      |
| Damiano Cunego                   | 19-09-1982    | Italië        |                      |
| Paolo Fornaciari                 | 02-02-1971    | Italië        |                      |
| Francesco Gavazzi                | 01-08-1984    | Italië        |                      |
| Roberto Longo                    | 03-12-1984    | Italië        |                      |
| David Loosli                     | 08-05-1980    | Zwitserland   |                      |
| Mirco Lorenzetto                 | 19-07-1981    | Italië        | Team Milram          |
| Marco Marzano                    | 10-06-1980    | Italië        |                      |
| Massimiliano Mori                | 08-01-1974    | Italië        |                      |
| Christian Murro                  | 19-05-1978    | Italië        | Tenax                |
| Danilo Napolitano                | 31-01-1981    | Italië        |                      |
| Luboš Pelánek                    | 21-07-1981    | Tsjechië      | AC Sparta Praha      |
| Daniele Righi                    | 28-03-1976    | Italië        |                      |
| Mauro Santambrogio               | 07-09-1984    | Italië        |                      |
| Simon Špilak                     | 23-06-1986    | Slovenië      | Adria Mobil          |
| Sylwester Szmyd                  | 02-03-1978    | Polen         |                      |
| Paolo Tiralongo                  | 05-07-1977    | Italië        |                      |
| Francisco Javier Vila Errandonea | 11-10-1975    | Spanje        |                      |

Mannen:1991 · 1992 · 1993 · 1994 · 1995 · 1996 · 1997-1998 · 1999 · 2000 · 2001 · 2002 · 2003 · 2004 · 2005 · 2006 · 2007 · 2008 · 2009 · 2010 · 2011 · 2012 · 2013 · 2014 · 2015 · 2016 · 2017 · 2018 · 2019 · 2020 · 2021 · 2022 · 2023 · 2024 · 2025
Vrouwen:2022 · 2023 · 2024 · 2025
AG2R-La Mondiale · Astana · Bouygues Télécom · Caisse d'Epargne · Cofidis, Le Crédit par Téléphone · Team Columbia · Crédit Agricole · Team CSC · Euskaltel-Euskadi · La Française des Jeux · Team Gerolsteiner · Lampre-Fondital · Liquigas-Bianchi · Team Milram · Silence-Lotto · Quick·Step-Innergetic · Rabobank · Saunier Duval-Scott